# Pont de Pierre (Aosta)
Die Pont de Pierre (ital. Ponte di pietra; dt. Steinbrücke) ist eine römische Segmentbogenbrücke in der Stadt Aosta im norditalienischen Aostatal. Die Brücke führte in der Römerzeit an der östlichen Ausfallstraße aus der Kolonie Augusta Praetoria über den Buthier. Dieser Gebirgsbach verlagerte in späteren Zeiten sein Bett um mehrere hundert Meter nach Westen, sodass das antike Bauwerk heute kein Wasser mehr überquert.
Die einbögige Konstruktion besitzt eine Spannweite von 17,1 m und eine Breite von 5,9 m. Das aus großen Keilsteinquadern bestehende Brückengewölbe zeigt mit einem Weite-Höhe-Verhältnis von 3 zu 1 eine für römische Brückenkonstruktionen recht flache Kontur auf. Die Außenverschalung wurde mit Puddingstein errichtet und in den Bogenzwickeln mit römischem Beton von hoher Qualität aufgefüllt.
Die Errichtung des Bauwerks wird in die zweite Hälfte der Regierungszeit des Kaisers Augustus, also etwa zwischen 27 v. Chr. und 14 n. Chr. datiert, der die Militärkolonie Augusta Praetoria 24 v. Chr. als wichtigen Straßenknotenpunkt gründete und danach ausbaute. Der Pont de Pierre dürfte im römischen Verkehrsnetz eine besondere strategische Bedeutung zugekommen sein, da sich in Aosta die transalpine Verbindung nach Gallien in die Passwege des Großen und Kleinen St. Bernhard aufzweigte. In die Gegenrichtung zur Poebene führte die Straße am Talausgang über eine weitere Segmentbogenbrücke, die heute noch gut erhaltene Pont Saint-Martin.